# 小行星4418
小行星4418（4418 Fredfranklin）是一颗绕太阳运转的小行星，为主小行星带小行星。该小行星于1931年10月9日发现。

## 轨道参数
小行星4418的轨道半长轴为2.5823350 UA，离心率为0.154。